# Maasaari (ö i Mellersta Finland, Saarijärvi-Viitasaari)
Maasaari är en halvö i Finland. Den ligger i sjön Keitele och i kommunen Viitasaari i den ekonomiska regionen  Saarijärvi-Viitasaari och landskapet Mellersta Finland, i den centrala delen av landet, 300 km norr om huvudstaden Helsingfors.